# Haï Gaon
Ne doit pas être confondu avec Haï ben David ou Haï ben Nahshon.

Haï Gaon (hébreu : רב האי בן שרירא גאון, Rav Haï ben Sherira Gaon, parfois orthographié האיי Hayy) est un rabbin babylonien des Xe et XIe siècles (939 - 28 mars 1038 EC), considéré comme le dernier grand Gaon (directeur d'académie talmudique) de Poumbedita.
Bien que d'autres lui aient succédé à ce poste, la date de sa mort est considérée comme le terme de la période des Gueonim, le judaïsme babylonien n'assurant plus un rôle central mais local.

## Éléments biographiques

### Origines
Sa vie est peu connue, malgré la longévité exceptionnelle dont le crédite Abraham ibn Dawd (le Raaba"d). 
Ainsi que l'indique son père, Sherira Gaon, dans son Iggeret (Lettre) destinée aux Juifs de Kairouan, leur famille est d'ascendance davidique ; autrefois proche de l'exilarque, elle s'en est distanciée, et a renoncé à diriger la communauté juive de Babylonie lorsque les luttes de pouvoir, et la corruption, ont commencé, ceci avant même la crise suscitée par le mariage de Bostanaï avec une princesse persane non-juive. Ayant rejoint les académies talmudiques, elle est devenue l'une des dynasties au sein desquelles ont été choisis de nombreux Gueonim et autres dignitaires académiques. Haï lui-même épousera la fille de Samuel ben Hofni, descendante d'une autre de ces dynasties, dans un but probable de conciliation entre les familles.

### Jeunesse et accession au gaonat
Haï assiste dès sa jeunesse son père dans les cours qu'il doit dispenser. Après la nomination de ce dernier au gaonat, en 968, Haï devient son Av beit din adjoint, deux ans avant la rédaction de l'Iggeret. Sherira mentionne son fils, Haï ba'hourani, dans d'autres écrits.
Selon le Raaba"d, Haï et son père sont calomniés par des adversaires environ 20 ans plus tard, jetés en prison et leurs avoirs confisqués par le calife Al-Qadir. À leur sortie, Sherira abdique devant son fils, dont la nomination est accueillie avec un grand enthousiasme par la population juive : selon une vieille tradition, l'assemblée modifie la lecture d'un verset biblique, substituant à « Et Salomon s'assit sur le trône de David, son père, et sa royauté fut très solidement établie, » « Et Haï s'assit sur le trône de Sherira, etc. »

### Haï le Gaon
Le gaonat de Haï et celui de son père auront permis de maintenir l'académie de Poumbedita à flot pendant encore environ 140 ans. Des élèves en provenance de l'empire byzantin, d'Italie, d'Égypte, d'Espagne et jusqu'au fils du Rav Shlomo bar Yehouda, Gaon de la terre d'Israël (alors que les deux centres traditionnels du judaïsme sont traditionnellement rivaux), sont assis devant Haï Gaon pour écouter ses leçons. Des questions, s'accompagnant de contributions monétaires au fonctionnement de l'académie, lui parviennent également de Samuel ibn Nagrela de Grenade, de Hananel ben Houshiel et Nissim ben Jacob de Kairouan, de Meshoullam ben Kalonymos de Lucques, du fils de Shemarya ben Elhanan de Fostat, et d'ailleurs. Le monde juif est alors tourné vers un Sage de Babylone, pour la dernière fois.
L'étude des œuvres de Haï Gaon, en particulier de ses responsa, révèle un homme d'une profonde culture, connaisseur non seulement de la littérature hébraïque et judéo-arabe, mais aussi du Coran et des Hadith, de Platon, d'Aristote et d'al-Farabi, de la Septante, du calendrier et de l'histoire grecque (ainsi qu'il ressort de ses responsa) et de la traduction persane de Kalila wa-Dimna.
Il n'hésite pas, selon un dayan sicilien, à consulter jusqu'au Catholicos pour une difficulté exégétique sur Ps. 141:5, arguant que ses prédécesseurs jusqu'aux temps anciens étaient à l'écoute de tous, y compris ceux qui ne partageaient pas leur foi. Il avait d'ailleurs une assez bonne connaissance des mouvements théologiques de son temps, se sentant le plus d'affinité avec l'acharisme orthodoxe, au point que Moïse ibn Ezra le qualifie, dans son Kitāb al-Muḥāḍarawa al-Mudhākarain (folio 1196), de Motekallam, et était capable de disputer avec des théologiens musulmans, en utilisant parfois leur propre méthode polémique.
Il n'en est pas moins très attaché aux traditions et aux coutumes, établissant le principe que dans les cas où le Talmud ne donne pas de décision, il faut adhérer aux coutumes traditionnelles, recommandant même de suivre toutes les coutumes qui ne sont pas en opposition directe avec la loi, et de les observer quand bien même sa signification originelle n'a plus cours ou n'est plus connue, comme la coutume de ne pas boire d'eau pendant les Teḳoufot. Son conservatisme ne l'empêche toutefois pas de dénoncer les abus commis en son temps: il proteste ainsi contre la pratique de déclarer nuls et non avenus tous les vœux et promesses qui pourraient être faits l'an prochain, et contre le refus de donner une sépulture honorable aux personnes excommuniées et à leurs relations.
Sa position sur l'étude des sciences ésotériques ou de la philosophie, qu'il décourage, doivent se comprendre à la lumière de ces traits : bien qu'il ne les limite pas per se, il craint que, trop poussées, elles ne détournent de l'étude de la Loi.
Ses propres opinions philosophiques sont à peine esquissées dans un petit nombre de responsa, et ne seront connues, à l'ère moderne, qu'avec la publication du commentaire de Juda ibn Balaam sur le Livre d'Isaïe. L'influence de Saadia Gaon, notamment sur des questions de prescience divine, est marquante.
Quant aux traditions kabbalistiques, il les considère comme véridiques pour autant qu'on puisse les faire remonter à une source ancienne, comme les Talmuds. Ainsi, lorsqu'on lui demande ce qu'il faut penser de la tradition des quatre qui sont entrés dans le verger de la connaissance, il cite l'opinion de divers docteurs de la Loi, selon laquelle des personnes très particulière peuvent, à l'aide de mortifications et de récitation des Psaumes, atteindre un état extatique qui leur permet de « voir » les palais célestes (heikhalot) comme s'ils s'y trouvaient ; contrairement à son beau-père Samuel ben Hophni, Gaon de Soura, il abonde dans le sens d'anciens savants et n'estime pas impossible que Dieu dévoile les merveilles des cieux dans cet état d'extase. En revanche, lorsque les habitants de Fès lui adressent une question relative aux proportions de Dieu, telles que détaillées dans le Shiour Qomah, il leur répond que Dieu est au-delà de toute qualification corporelle, et qu'en outre, le Talmud prohibe d'en discuter publiquement. De même, il raille la croyance, sans fondement talmudique, selon laquelle des miracles peuvent être réalisés au moyen de Noms divins.

### Décès
Haï exerce ses fonctions jusqu'en 1038, l'année de son décès. Disparu sans enfants, il aura formé de nombreux disciples, directs et par correspondance, dont Rabbenou Hananel et Nissim Gaon, dirigeants spirituels de la communauté juive de Kairouan et transmetteurs de l'enseignement des Gueonim.
Sa mort donne lieu à des élégies, dont la plus connue est celle de Samuel HaNaggid.

## Œuvre

### Responsa
Haï Gaon est, avec son père Sherira, auteur de plus de la moitié du corpus de responsa rédigés par les gueonim. Interrogé sur des points de loi civile, en particulier des lois relatives aux femmes, de rituel, de fêtes, etc., les décisions qu'il y donne affectent la vie sociale et religieuse de l'ensemble des communautés juives en diaspora, les questions provenant tant d'Allemagne et de France que d'Espagne, de Turquie, d'Afrique du Nord et d'Éthiopie.
De nombreux responsa contiennent les explications de passages choisis, légalistiques (halakha) et non-légalistiques (aggada), du Talmud. Dans ses décisions halakhiques, il cite parfois le Talmud de Jérusalem, mais sans lui attribuer la moindre autorité.
Les responsa étaient rédigés dans la langue de la personne qui avait adressé la question, et donc principalement en judéo-arabe, mais seuls quelques-uns de ceux-ci ont été préservés.

### Codes légaux
Haï ben Sherira a rédigé, dans la lignée de Saadia Gaon, plusieurs monographies sur des sujets de lois talmudiques :
- un traité sur les achats rédigé en arabe a été traduit en hébreu par Isaac al-Bargeloni sous le titre Ha-Meḳaḥ weha-Mimkar (1078) ;
- un traité sur le crédit, anonymement traduit en hébreu sous le titre Sefer ha-Mashkon ;
- un traité sur les conditions, traduit sous le titre de Mishpeṭe ha-Tna'im.

Ces trois traités ont été publiés ensemble une première fois à Venise en 1604. Les éditions ultérieures contiennent des commentaires d'Eleazar ben Aryeh (Vienne, 1800) et de Hananiah Isaac Michael Aryeh (Salonique, 1814). Une autre traduction existe à l'état de manuscrit sous le titre Dine Mamonot.
Selon Hayim Yossef David Azulai, Haï a aussi écrit en arabe un traité sur les serments, connu sous le titre de Sha'are Shevou'ot, et dont le titre original était Kitab al-Aiman. Ce traité a été anonymement traduit en hébreu à deux reprises, la première traduction étant appelée Mishpeṭe Shevou'ot (Venise, 1602 ; Altona, 1782), la seconde Sefer Meḥoubbar be-Ḳoẓer Min ha-Dinim be-Bi'our Kelalim we-'lḳḳarim be-Ḥelḳe Ḥiyyouv la-Shevou'a. Le Sha'are Shevou'ot a également été arrangé métriquement par un auteur anonyme, probablement du XIIIe siècle, sous le titre Sha'are Dine Mamonot we-Sha'are Shevou'ot, ainsi que par Levi ben Jacob Alkalai.
D'autres traités de Haï ne sont connus que par des citations d'auteurs ultérieurs. Parmi ceux-ci, Meẓranout sur les litiges de limites de terrain, Hilkhot Tefillin, un Siddour Tefillah (rituel de prières juives), et Metivot.

### Linguistique
Haï a produit deux œuvres de philologie hébraïque, dont l'étude avait été stimulée environ un siècle avant lui.
La plus importante est le Al-Ḥawi, diversement traduit Ha-Me'assef, Ha-Kolel ou Ha-Ḳemiẓah, un dictionnaire des mots particulièrement difficiles dans la Bible hébraïque, la littérature targoumique et le Talmud. D'après les fragments découverts et publiés par Harkavy dans diverses revues, le livre était arrangé selon un plan alphabétique-phonétique de trois consonnes et leurs anagrammes par groupe. D'autres fragments ont été publiés par Shraga Abramson et Aharon Maman.
Juda ibn Balaam est le premier auteur à citer expressément le dictionnaire. Moïse ibn Ezra et quelques auteurs d'Afrique du Nord des XIIe et XIIIe siècles le mentionnent également.
Il a aussi écrit un commentaire des six ordres de la Mishna, dont seule la portion sur l’ordre Tohorot a été préservée, comprenant de nombreuses comparaisons entre l'hébreu de la Mishna et l'arabe ou l'araméen.
L'auteur cite la Mishna, les deux Talmuds, la Tossefta, le Sifra, le Targoum Onkelos et le Targoum Pseudo-Jonathan, la Septante, les travaux de Saadia, le Sifre Refou'a, et d'autres sources anonymes. Il cite aussi son propre commentaire sur Zeraïm et sur Baba Batra. 
L’Aroukh comprend des citations de nombreux autres traités, qui contiennent, outre les explications linguistiques, des notes historiques et archéologiques. Certains passages du commentaire sont cités par le Ri"f et Rabbenou Hananel sur Yoma, ainsi que par le Rashb"a dans ses Ḥiddoushim. Abu al-Walid ibn Janaḥ cite souvent le commentaire de Haï sur le traité Chabbat.
Il a en outre écrit un traité traitant du système de vocalisation massorétique, cité par un auteur ultérieur.
Abraham ibn Ezra cite également à plusieurs reprises dans son commentaire sur le Livre de Job des opinions de Haï Gaon de même nature. On ne sait cependant pas s'il aurait écrit de commentaire sur la Bible en arabe.

### Poésie et liturgie
Haï a écrit des poèmes, mais seules quelques-unes sont connues, et leur authenticité est disputée. Le poème didactique Moussar Haskel est l'un de ceux-ci, généralement considéré comme authentique, mais Leopold Dukes a émis des doutes sur ce point, car le poème n'est pas mentionné par des auteurs anciens comme Al Ḥarizi et Ibn Tibbon ; Steinschneider partage cette opinion.
Le poème consiste en 189 vers doubles suivant la métrique arabe Rajaz, et aurait reçu pour cette raison le titre d’Arjuza. Ce poème ferait d'ailleurs de Haï Gaon, s'il en est bien l'auteur, le premier auteur oriental à avoir utilisé une métrique arabe pour composer un poème hébraïque. Chaque strophe se suffit à elle-même, et est indépendante de la strophe précédente.
Une première édition imprimée est parue vers 1505 à Fano. D'autres ont été réalisées à Constantinople (1531), à Paris (1559), et ailleurs Des éditions plus récentes ont été réalisées par Leopold Dukes, Heinrich Graetz, Moritz Steinschneider, Isaac Hirsch Weiss et d'autres. Le poème a été traduit en latin par Jean Mercier, Caspar Seidel.
Parmi les autres poèmes qui lui sont attribués, le piyyout (poème liturgique) qui commence par les mots Shema' ḳoli a été préservé dans la liturgie sépharade de la veille du jour du Grand Pardon.

### Ouvrages d'attribution douteuse
Haï serait aussi, selon des kabbalistes ultérieurs, l'auteur de nombreux autres livres et traités, dont Sefer Ḳol ha-Shem ba-Koaḥ, Pitron Ḥalomot, Sefer Refafot, Peroush me-'Alenou, Teshouva sur les treize principes de Rabbi Ishmaël et les dix sefirot, une Lettre au Prêtres d'Afrique, etc.. Certains responsa qui lui sont attribués sont des faux grossiers, d'autres ont été falsifiés ou fortement dénaturés par des ajouts et interpolations ultérieures comme des attaques contre Aristote et son système philosophique.